# Landkreis Gelsenkirchen

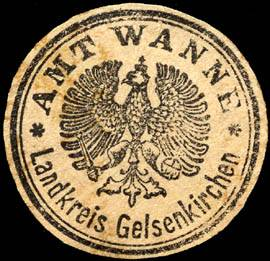
Siegelmarke Amt Wanne – Landkreis Gelsenkirchen

Der Landkreis Gelsenkirchen war von 1885 bis 1926 ein Landkreis im Regierungsbezirk Arnsberg der preußischen Provinz Westfalen. Bevor 1896 die Stadt Gelsenkirchen als eigener Stadtkreis aus dem Kreis ausschied, lautete seine Bezeichnung Kreis Gelsenkirchen. Der Sitz der Kreisverwaltung befand sich in der Stadt Gelsenkirchen.

## Geschichte
Das stetige Anwachsen der Bevölkerung, das in der zweiten Hälfte des 19. Jahrhunderts im Bereich des späteren Ruhrgebiets erfolgte, betraf auch den Landkreis Bochum. Dessen Einwohnerzahl übertraf bald die für Kreise als angemessen betrachtete Höhe. Eine Verkleinerung erschien geboten. Daher wurde am 1. Juli 1885 aus den westlichen Teilen des Bochumer Kreisgebietes der neue Kreis Gelsenkirchen gebildet. Das Landratsamt wurde in Gelsenkirchen eingerichtet. Nachdem 1887 aus den Gemeinden Braubauerschaft, Bulmke und Hüllen das Amt Braubauerschaft und 1891 aus Eickel und Holsterhausen das Amt Eickel gebildet worden war, umfasste der Kreis zunächst sechs Ämter und insgesamt 20 Gemeinden:
| Verwaltungsgliederung 1891 | Verwaltungsgliederung 1891                                                     |
| Amt                        | Gemeinden                                                                      |
| -------------------------- | ------------------------------------------------------------------------------ |
| Braubauerschaft            | Braubauerschaft, Bulmke und Hüllen                                             |
| Eickel                     | Eickel und Holsterhausen                                                       |
| Schalke                    | Heßler und Schalke                                                             |
| Ueckendorf                 | Ueckendorf                                                                     |
| Wanne                      | Bickern, Crange und Röhlinghausen                                              |
| Wattenscheid               | Eppendorf, Günnigfeld, Höntrop, Leithe, Munscheid, Sevinghausen und Westenfeld |
| amtsfrei                   | Gelsenkirchen und Wattenscheid                                                 |

Am 1. Januar 1896 schied die Stadt Gelsenkirchen aus dem Kreis aus und bildete fortan einen eigenen Stadtkreis. Das Landratsamt blieb weiterhin in Gelsenkirchen. Der Kreis wurde jetzt als Landkreis bezeichnet. 1897 wurde die Gemeinde Bickern in Wanne und 1900 die Gemeinde sowie das Amt Braubauerschaft in Bismarck umbenannt.
Am 1. April 1903 wurde das Kreisgebiet weiter verkleinert, indem die Gemeinden Bismarck, Bulmke, Heßler, Hüllen, Schalke und Ückendorf in die Stadt Gelsenkirchen eingemeindet wurden. 1906 wurde Crange nach Wanne und 1910 Holsterhausen nach Eickel eingemeindet. Zum Ende seines Bestehens umfasste der Landkreis noch drei Ämter und insgesamt elf Gemeinden:
| Verwaltungsgliederung 1926 | Verwaltungsgliederung 1926                                                     |
| Amt                        | Gemeinden                                                                      |
| -------------------------- | ------------------------------------------------------------------------------ |
| Eickel                     | Eickel                                                                         |
| Wanne                      | Wanne und Röhlinghausen                                                        |
| Wattenscheid               | Eppendorf, Günnigfeld, Höntrop, Leithe, Munscheid, Sevinghausen und Westenfeld |
| amtsfrei                   | Wattenscheid                                                                   |

Am 1. April 1926 wurde der Landkreis Gelsenkirchen durch das Gesetz über die Neuregelung der kommunalen Grenzen im rheinisch-westfälischen Industriebezirke aufgelöst. Eppendorf, Günnigfeld, Höntrop, Leithe, Munscheid, Sevinghausen und Westenfeld wurden in die fortan kreisfreie Stadt Wattenscheid eingemeindet, während Eickel, Röhlinghausen und Wanne zur kreisfreien Stadt Wanne-Eickel zusammengefasst wurden.

## Einwohnerentwicklung
| Jahr | Einwohner |
| ---- | --------- |
| 1890 | 127.344   |
| 1900 | 188.033   |
| 1910 | 143.399   |

## Landräte
- 1885–1891: Constanz von Baltz
- 1891–1902: Wilhelm Hammerschmidt
- 1903–1920: Alfred zur Nieden
- 1920–1921: Fritz Graf (kommissarisch)
- 1921–1925: Ewald Moll (auftragsweise)